# Aristobulus (Heiliger)
Aristobulus soll der Legende nach einer der Siebzig Jünger und als Bischof in Britannien tätig gewesen sein. Allerdings besteht kein belastbarer Nachweis für seine Historizität.
Er sei ein Bruder des Apostels Barnabas gewesen und habe wie dieser aus Zypern gestammt. Von Paulus sei er zur Mission nach Britannien ausgesandt worden. Sein Name wird in Röm 16,10  erwähnt. Aristobulus wird als Heiliger verehrt; sein Gedenktag ist der 15. März.